# خاطرات یک استاد
خاطرات یک استاد داستانی است از آنتوان چخوف، نویسندهٔ اهل روسیه. این کتاب با ترجمهٔ علی پاک‌بین در ایران منتشر شده است.
این کتاب روایتی است سال‌های واپسین زندگی یک استاد(نیکلا اسپانویج اونتل) رشته پزشکی. او که روزگاری استاد معروفی بوده است در آستانه مرگ خویش روایتگر خاطرات زندگی خود است. وی از معدود افرادی که در زندگی اش در رفت و آمد هستند حرف می‌زند. خانواده او (همسر و دخترش)، دوستان و هم دوره ای ها همکارها و حتی دانشگاه محل تدریسش و مهمترین آن‌ها، کاتیا، دختر یکی از دوستان نیکلا که وی سرپرستی او را بر عهده گرفته است. در جای جای این داستان از سقوط و پایان دوره عزت علوم و وضعیت اسفناک ادبیات و تئاتر در روسیه سخن به میان آمده است. گویی مرگ استاد پایان عزت و سربلندی علم و شکست کاتیا در تئاتر نقطه آغاز سقوط هنر است. باقی افراد در این داستان بیشتر نقش آدمهایی عامی را بازی می‌کنند که همیشه و در همه اعصار بی‌تفاوت از کنار همه چیز و همه کس عبور می‌کنند.